# مرکز بررسی‌های استراتژیک
مرکز بررسی‌های استراتژیک یکی از سازمان‌های زیرمجموعه نهاد ریاست‌جمهوری ایران است که در زمینه ارائه راهبرد به رئیس‌جمهور در حوزه‌های سیاسی، اقتصادی و اجتماعی فعالیت می‌نماید.

## تاریخچه
پیشینه شکل‌گیری این سازمان، به دولت هاشمی رفسنجانی و تأسیس مرکز تحقیقات استراتژیک بازمی‌گردد. با روی کار آمدن دولت خاتمی، اکبر هاشمی رفسنجانی، ساختار اصلی این مرکز را به مجمع تشخیص مصلحت نظام انتقال داد و نام آن نیز به «مرکز تحقیقات استراتژیک مجمع تشخیص مصلحت نظام» تغییر یافت، که تاکنون نیز فعالیتش ادامه دارد. اما مرکز دیگری با حفظ اهداف همان نهاد (ارائه راهبرد به دولت) در ساختار دولت خاتمی شکل گرفت.

## دولت خاتمی
نام «مرکز بررسی‌های استراتژیک ریاست‌جمهوری» در دولت خاتمی برای این نهاد انتخاب شد. در اساسنامه جدید، تغییراتی در ساختار مرکز صورت گرفت و محمدرضا تاجیک به‌عنوان اولین رئیس این مرکز انتخاب شد. البته از آنجا که اساسنامه تا اواخر دولت خاتمی تصویب نشد، مرکز اختیارات چندانی نداشت و نقش آن عمدتاً علمی بود تا سیاسی، اما به‌هرحال کارهای مهمی از نظر تدوین راهبرد انجام شد.
برخی منابع این مرکز را در دوران خاتمی، محل استقرار حلقه کیان و حلقه آیین دانسته‌اند.

## دولت احمدی‌نژاد
با شروع دولت احمدی‌نژاد، تاجیک از ریاست مرکز استعفا داد و بیشتر نیروهای مرکز بررسی استراتژیک ریاست جمهوری هم به مرکز تحقیقات استراتژیک مصلحت نظام انتقال یافتند. به گزارش خبرگزاری فرارو، افرادی که در دولت احمدی‌نژاد جذب این مرکز شدند، «برخلاف دوره‌های قبلی، از وزن سیاسی بالایی برخوردار نبودند یا شخصیت دانشگاهی برجسته‌ای محسوب نمی‌شدند» و بیشتر آنها در پژوهشگاه علوم انسانی و مطالعات فرهنگی فعالیت می‌کردند. یکی از مهم‌ترین این افراد، علیرضا ذاکر اصفهانی بود که ریاست مرکز را در دولت نهم بر عهده گرفت. محمدمهدی اسماعیلی نیز معاون فرهنگی مرکز بود. در دولت دهم، ذاکر اصفهانی به استانداری اصفهان منصوب شد و پرویز داوودی ریاست مرکز را بر عهده گرفت. به‌طورکلی، این مرکز در دولت احمدی‌نژاد نقشش کم‌رنگ‌تر شد و به حالت نیمه تعطیل درآمد.

## دولت روحانی

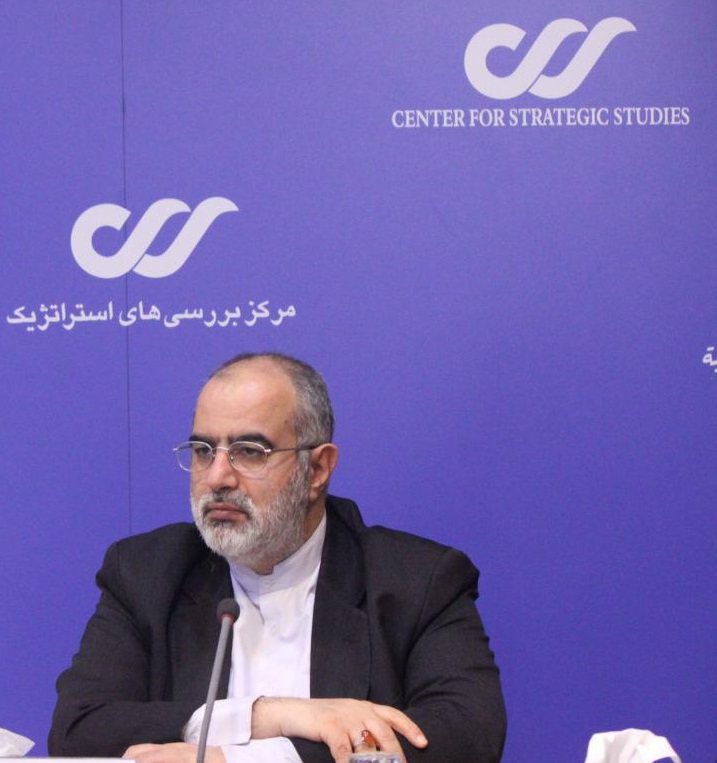
حسام‌الدین آشنا

با آغاز به کار دولت روحانی، حسام‌الدین آشنا حکم ریاست این مرکز را دریافت کرد. محمد فاضلی به سمت معاونت پژوهشی و سلیمان پاک‌سرشت به سمت معاونت فرهنگی و اجتماعی مرکز منصوب شدند. همچنین مرکز مطالعات جهانی‌شدن با مرکز بررسی‌های استراتژیک ادغام شد. گفته می‌شد معاونت سیاسی دفتر رئیس‌جمهور هم با این مرکز ادغام می‌شود، ولی ظاهراً این کار صورت نگرفت.
از فروردین ۱۳۹۷، ابراهیم حاجیانی معاونت هماهنگی و برنامه‌ریزی مرکز را بر عهده دارد.
در ۲۴ اسفند ۱۳۹۴، خبرگزاری مشرق‌نیوز مدعی شد بودجه مرکز بررسی‌های استراتژیک ۳۳۰ درصد افزایش یافته‌است. مرکز با ارسال توضیحاتی این خبر را تکذیب کرد.
مشرق‌نیوز همچنین در آذر ۱۳۹۵ مدعی شد که مرکز برای هر همایش ۱۱۳ میلیون تومان هزینه می‌کند.
انتشار فایل صوتی محرمانه ظریف از چالش‌های مرکز در اواخر دولت روحانی بود که به استعفای حسام‌الدین آشنا و جایگزینیِ علی ربیعی انجامید.

## دولت رئیسی
با شروع به کار دولت سید ابراهیم رئیسی، وی در تاریخ اول آبان سال ۱۴۰۰، محمدصادق خیاطیان را به عنوان رئیس مرکز بررسی‌های استراتژیک منصوب کرد که با انتصاب وی به‌عنوان مدیرعامل صندوق نوآوری و شکوفایی، در ۳۰ مهر ۱۴۰۲ مصطفی زمانیان جایگزین وی شد. غلامحسین اسماعیلی، رئیس دفتر رئیس‌جمهوری، این مرکز را «اتاق فکر دولت» در تأمین نیازها و رویکردهای دولت دانست.

## دولت پزشکیان
براساس حکم مسعود پزشکیان در تاریخ ۱۱ مرداد ۱۴۰۳، محمدجواد ظریف به سمت معاون راهبردی رئیس‌جمهور منصوب و مسئولیت این مرکز به وی سپرده شد. در ۲۱ مرداد ۱۴۰۳، محمدجواد ظریف از سمت خود کناره‌گیری کرد ولی در ۶ شهریور ۱۴۰۳ اعلام کرد که دوباره این سمت را پذیرفته است. در ۲۶ فروردین ۱۴۰۴ محسن اسماعیلی به سمت معاون راهبردی رئیس‌جمهور منصوب و مسئولیت این مرکز به وی سپرده شد.

## شبکه مطالعات سیاست‌گذاری عمومی
مرکز بررسی‌های استراتژیک در بهمن‌ماه سال ۱۳۹۳ اقدام به طراحی شبکه مطالعات سیاست‌گذاری عمومی کرد. این شبکه با هدف افزایش مشارکت نخبگان کشور در سیاست‌گذاری عمومی و ارتقای گفتگوهای اجتماعی به‌منظور افزایش کارآمدی و کیفیت سیاست‌های عمومی کشور راه‌اندازی شد و در هفت حوزه شامل محیط زیست، اقتصاد، فرهنگی و اجتماعی، بهداشت و سلامت، سیاست داخلی، سیاست خارجی، علم، فناوری و نوآوری، به انتشار انواع متون سیاستی می‌پردازد.

## فهرست رؤسا
| ۱ | محمدرضا تاجیک (۱۳۳۷–تاکنون)       |  | ۱۳۷۶            | ۵ آذر ۱۳۸۴      | دانش‌آموختۀ تحلیل گفتمان در سیاست از دانشگاه اسکس و عضو هیئت علمی گروه علوم و اندیشۀ سیاسی دانشگاه شهید بهشتی؛ مشاور رئیس‌جمهور و رئیس «مرکز بررسی‌های استراتژیک ریاست جمهوری» (۱۳۷۶-۱۳۸۴) که در جریان مبارزات انتخاباتی میرحسین موسوی در سال ۱۳۸۸ به عنوان مشاور ارشد او فعالیت می‌کرد. |
| ۲ | علیرضا ذاکر اصفهانی (۱۳۴۰–تاکنون) |  | ۵ آذر ۱۳۸۴      | ۱۵ آذر ۱۳۸۸     | در دولت دهم سمت استاندار اصفهان را برعهده داشت و هم‌اکنون استادیار دانشکده حقوق و علوم سیاسی دانشگاه تهران است. |
| ۳ | پرویز داودی (۱۳۳۱–۱۴۰۳)           |  | ۱۵ آذر ۱۳۸۸     | ۲۳ شهریور ۱۳۹۲  | دانش‌آموختۀ اقتصاد از دانشگاه ایالتی آیووا؛ معاون اول رئیس‌جمهور در دولت نهم، عضو مجمع تشخیص مصلحت نظام، عضو پیوسته فرهنگستان علوم و عضو هیئت علمی گروه اقتصاد دانشگاه شهید بهشتی بود.                                                                                                 |
| ۴ | حسام‌الدین آشنا (۱۳۴۳–تاکنون)      |  | ۲۳ شهریور ۱۳۹۲  | ۹ اردیبهشت ۱۴۰۰ | دانش‌آموخته معارف اسلامی، فرهنگ و ارتباطات از دانشگاه امام صادق؛ او در دولت یازدهم به‌عنوان مشاور رئیس‌جمهور ایران در امور فرهنگی فعّالیت می‌کرد. وی دانشیار گروه سیاست‌گذاری دانشگاه امام صادق است.                                                                                       |
| ۵ | علی ربیعی (۱۳۳۴– تاکنون)          |  | ۹ اردیبهشت ۱۴۰۰ | ۱ آبان ۱۴۰۰     | دانش‌آموخته مدیریت فرهنگی از دانشگاه علامه طباطبایی؛ سخنگوی دولت در دولت دوازدهم، وزیر تعاون، کار و رفاه اجتماعی در دولت‌های یازدهم و دوازدهم، مشاور اجتماعی و فرهنگی رئیس‌جمهوراز سال ۱۳۷۶ تا ۱۳۷۹ از دیگر سمت‌های اوست.                                                                |
| ۶ | محمّدصادق خیاطیان (؟–؟)            |  | ۱ آبان ۱۴۰۰     | ۳۰ مهر ۱۴۰۲     | دانش‌آموخته مدیریت تکنولوژی از دانشگاه علامه طباطبایی؛ او عضو هیئت علمی و استادیار پژوهشکده مطالعات بنیادین علم و فناوری دانشگاه شهید بهشتی است. |
| ۷ | مصطفی زمانیان (؟–؟)               |  | ۳۰ مهر ۱۴۰۲     | ۱۱ مرداد ۱۴۰۳   | دانش‌آموخته مدیریت تصمیم‌گیری از دانشگاه تهران؛ او عضو هیئت علمی و دانشکدۀ مطالعات حکمرانی دانشگاه تهران است. |
| ۸ | محمدجواد ظریف (۱۳۳۸–تاکنون)       |  | ۱۱ مرداد ۱۴۰۳   | ۱۲ اسفند ۱۴۰۳   | دانش‌آموخته مطالعات بین‌الملل از دانشگاه دنور؛ وی پیش‌تر نیز نماینده و سفیر ایران در سازمان ملل متحد و وزیر امور خارجه ایران از ۱۳۹۲ تا ۱۴۰۰ بوده‌است. او همچنین از اعضای شورای عالی جمعیت هلال‌احمر و دانشیار دانشکده مطالعات جهان دانشگاه تهران است.                                    |
| ۹ | محسن اسماعیلی (۱۳۴۴–تاکنون)       |  | ۲۶ فروردین ۱۴۰۴ | تاکنون          | دانش‌آموخته اصول فقه از دانشگاه تربیت مدرس؛ وی پیش‌تر عضو حقوقدان شورای نگهبان از ۱۳۸۰ تا ۱۳۹۸ و نماینده مجلس خبرگان رهبری در دوره پنجم از ۱۳۹۵ تا ۱۴۰۳ بوده‌است. وی همچنین در زمان تصدی این سمت همزمان متصدی دو معاونت امور مجلس و راهبردی در دولت چهاردهم نیز است.                    |